# ليز سرفاتي
ليز سرفاتي (بالفرنسية: Lise Sarfati) هي مصورة فرنسية، ولدت في 12 أبريل 1958 في وهران في الجزائر.

## وصلات خارجية
- الموقع الرسمي